# Transcription (linguistique)
Pour les articles homonymes, voir Transcription.

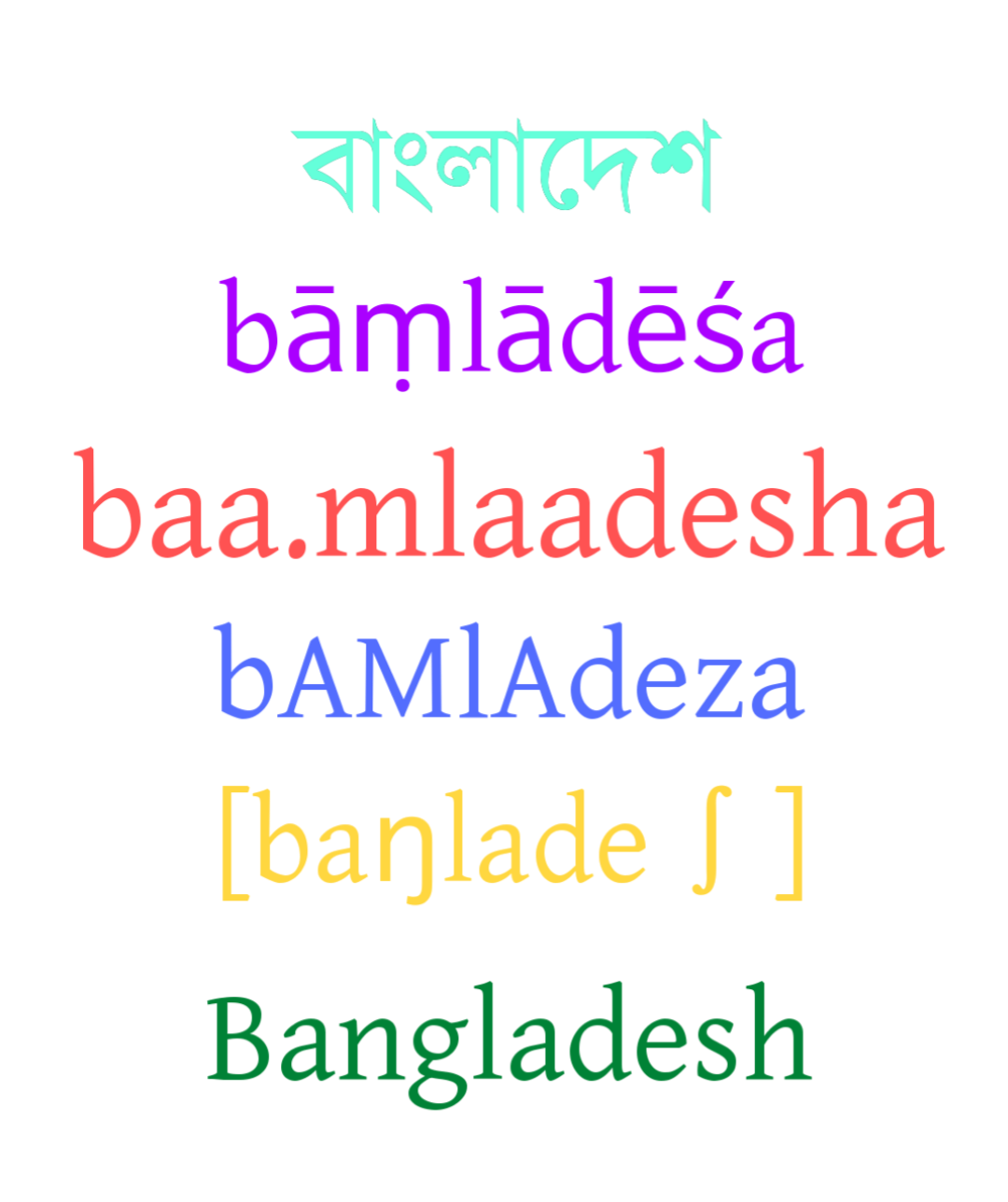
Transcription du mot Bangladesh

La transcription, au sens linguistique, est la représentation systématique du langage sous forme écrite. Certains linguistes considèrent que la seule base de la transcription doit être l’énoncé, même si des textes déjà existants dans un autre système d’écriture peuvent également servir de support.
Il s’agit de dissocier la transcription non seulement de la traduction, qui a pour objectif de rendre le sens d’un texte de la langue source vers la langue cible (par exemple : traduire un texte de l’anglais vers l’espagnol tout en conservant le sens), mais aussi de la translittération, qui a pour objectif de représenter les graphèmes d’un système d’écriture par les graphèmes correspondants d’un autre système d’écriture (ex : translittérer un texte de l’alphabet cyrillique vers l’alphabet latin).
Au sein de la linguistique, la transcription est un domaine essentiel des méthodologies de (entre autres) la phonétique, de l’analyse conversationnelle, de la dialectologie et de la sociolinguistique. Elle joue également un rôle important pour plusieurs sous-domaines de la technologie vocale. L’exemple typique de transcription est l’enregistrement écrit par un greffier d’un compte-rendu d’une audience devant un tribunal, par exemple en cas de procédure pénale. Cet article se concentre sur la transcription dans le domaine de la linguistique.

## La transcription phonétique en opposition à la transcription orthographique
De manière générale, il existe deux approches possibles à la transcription linguistique. La transcription phonétique se concentre sur les propriétés phonétiques et phonologiques du langage parlé. Les systèmes de transcription phonétique fournissent ainsi les règles de représentation des sons individuels ou des phonèmes en symboles écrits. Les systèmes de transcription orthographique, au contraire, définissent les règles de représentation des mots exprimés sous leur forme orale sous la forme écrite d’un langage donné, tout en respectant ses règles d’orthographe. La transcription phonétique utilise des ensembles de caractères expressément définis, dans la plupart des cas l’Alphabet Phonétique International (API).
Le type de transcription choisi dépend majoritairement des intérêts de recherches poursuivis.
Étant donné que la transcription phonétique met en avant la nature phonétique du langage, elle est plus utile dans le cadre d’analyses phonologiques ou phonétiques. En revanche, la transcription orthographique dispose d’un élément lexical et morphologique aux côtés de l’élément phonétique (l’aspect représenté, et à quel point celui‑ci est représenté, dépend du langage en question et de son orthographe). Elle est ainsi plus commode à utiliser en cas d’analyses qui étudient les aspects liés au sens d’un langage parlé. La transcription phonétique est sans aucun doute plus systématique au sens scientifique, mais est également plus difficile à assimiler, demande plus de temps à réaliser, et est moins aisée à mettre en pratique que la transcription orthographique.

## La transcription en tant que théorie
Représenter le langage parlé en symboles écrits n’est pas un processus aussi simple qu’il n’y y paraît. Le langage écrit est une idéalisation, constitué d’un ensemble limité de symboles discrets et clairement distincts. Le langage parlé, en revanche, est un phénomène continu (opposé à discret, qui ne peut être isolé), constitué d’un nombre potentiellement illimité d’éléments. Il n’existe pas de système prédéterminé pour distinguer et classifier ces éléments et, par conséquent, pas de manière prédéfinie de représenter ces éléments en symboles écrits.
La littérature est relativement constante pour souligner l’absence de neutralité des pratiques de transcription. Il n’existe pas, et il ne peut exister, de système de transcription neutre. La connaissance d’une culture sociale entre directement en compte dans la réalisation d’une transcription. Celle‑ci se retrouve dans la structure de la transcription (Baker, 2005).

## Systèmes de transcription
Les systèmes de transcription sont des ensembles de règles qui définissent comment un langage parlé doit être représenté en symboles écrits. La plupart des systèmes de transcription phonétique se fondent sur l’Alphabet Phonétique International ou, en particulier dans le domaine de la technologie vocale, sur son dérivé, SAMPA (Speech Assessment Methods Phonetic Alphabet).
Les systèmes suivants sont des exemples de systèmes de transcription orthographique (tous traiteant du domaine de l’analyse conversationnelle ou de domaines connexes) :

### Analyse conversationnelle (AC)
Probablement le premier système du genre, il fut décrit à l’origine en 1978 (Sacks et al.). Il fut plus tard adapté en 2000 (MacWhinney) pour être utilisé au sein des corpus informatisés tels que CA-CHAT. Le domaine de l’analyse conversationnelle comprend un nombre d’approches distinctes de la transcription et des ensembles des conventions de transcription. Celles-ci incluent, entre autres, le système de notation de Jefferson Notation. Pour analyser une conversation, les données enregistrées sont généralement transcrites sous une forme écrite qui convient aux analystes. Il existe deux approches générales. La première, appelée transcription étroite ou transcription phonétique, reproduit les détails des interactions conversationnelles, comme l’accentuation et l’articulation de certains mots, la prononciation plus bruyante d’autres mots, la superposition des voix, etc. Si de tels détails ont moins d’importance, par exemple si l’analyste s’intéresse plus à la structure globale de la conversation, alors il est possible d’utiliser un second type de transcription, connue sous le nom de transcription large ou transcription phonémique (Williamson, 2009).

#### Notation de Jefferson
Le système de notation de Jefferson est un ensemble de symboles, développé par Gail Jefferson, utilisé pour transcrire les conversations. Jefferson fut engagée en 1963 comme agente de saisie de données au sein du département de la santé publique de l’Université de Californie à Los Angeles (UCLA), afin de transcrire les sessions de formation de sensibilisation pour les gardiens de prisons. Quelques années plus tard, et forte de cette expérience préalable, Jefferson commença à transcrire certains des enregistrements qui ont mené au développement des premiers travaux d’Harvey Sacks. En l’espace de quatre décennies, durant la majeure partie desquelles elle n’occupait aucun poste à l’université et ne recevait pas de salaire, les recherches de Jefferson sur le « parler en interaction » établirent la norme de ce qui devint connu sous le nom d’analyse conversationnelle. Son travail a fortement influencé non seulement l’étude sociologique de l’interaction, mais également d’autres disciplines telles que la linguistique, la communication et l’anthropologie. Ce système est utilisé par tous ceux qui travaillent du point de vue de l’analyse conversationnelle, et est considéré comme regroupant quasiment toutes les conventions de transcription.

### Transcription de discours (DT)
Ce système fut décrit en 1992 (DuBois et al.) et utilisé pour la transcription du Santa Barbara Corpus of Spoken American English (SBCSAE). DT2, l’évolution de ce système, est le premier système du genre, décrit pour la première fois en 1978 (Sacks et al.). Il fut ensuite adapté en 2000 (MacWhinney) pour être utilisé au sein des corpus informatisés tel que CA-CHAT.

### Système de transcription analytique de conversation (GAT)
Ce système, décrit en 1998 (Selting et al.), a donné naissance au GAT2 (Selting et al., 2009), fréquemment utilisé dans les pays germanophones pour l’analyse prosodique des conversations et de la linguistique interactionnelle.

### Transcription semi-interprétative (HIAT)
Ce système, décrit en 1976 (Ehlich et Rehbein), fut adapté en 2004 (Rehbein) pour être utilisé au sein des corpus informatisés. Il est très répandu dans le domaine de la pragmatique.

## Logiciels de transcription
La transcription était à l’origine un processus effectué manuellement, se basant sur des enregistrements audio stockés sur un support, tel qu’une cassette audio. De nos jours, la plupart des transcriptions sont effectuées sur ordinateur. Les enregistrements sont en général des fichiers audio ou vidéo, et les transcriptions sont des documents numériques. Les logiciels informatiques spécialisés existent pour aider le transcripteur à créer de manière efficace une transcription numérique, à partir d’un enregistrement numérique. Parmi les outils de transcription les plus utilisés dans le domaine de la recherche linguistique, on retrouve :
- ANVIL (Annotation of Video and Language Data) : Outil spécialisé dans la transcription d’interaction multimodale.Site du logiciel ANVIL (en).
- CLAN (Computerized Language Analysis) : Outil utilisé principalement pour la transcription des données sur l’acquisition du langage chez les enfants, comme dans la base de données CHILDES. « Page du logiciel CLAN sur le site CHILDES (en) » (consulté le 3 février 2023).
- ELAN (EUDICO Linguistique Annotator) : Outil fréquemment utilisé pour la transcription du langage des signes et la documentation des langues en voie de disparition. « Page du logiciel ELAN sur le portail des technologies d’archivage des langues (en) » (consulté le 3 février 2023).
- EXMARaLDA (Extensible Markup Language for Discourse Annotation) : Outil fréquemment utilisé pour l’analyse du discours, la dialectologie et la sociolinguistique. « Site du logiciel EXMARaLDA ».
- FOLKER (FOLK Editor) : Outil fréquemment utilisé pour l’analyse conversationnelle. « Page du logiciel FOLKER sur le site de l’Institut de langue allemande de Mannheim (de) » (consulté le 3 février 2023).
- Praat : Outil fréquemment utilisé dans le domaine de la phonétique. Site du logiciel PRAAT.
- Transcriber : Outil développé à l’origine pour la transcription du discours. Page du logiciel Transcriber sur SourceForge (en).
- Voxcribe : Outil pour la transcription audiovisuelle et le sous-titrage avec reconnaissance vocale intégrée de l’anglais.

D’autres logiciels de transcription sont développés pour la vente.